# Alan van der Merwe

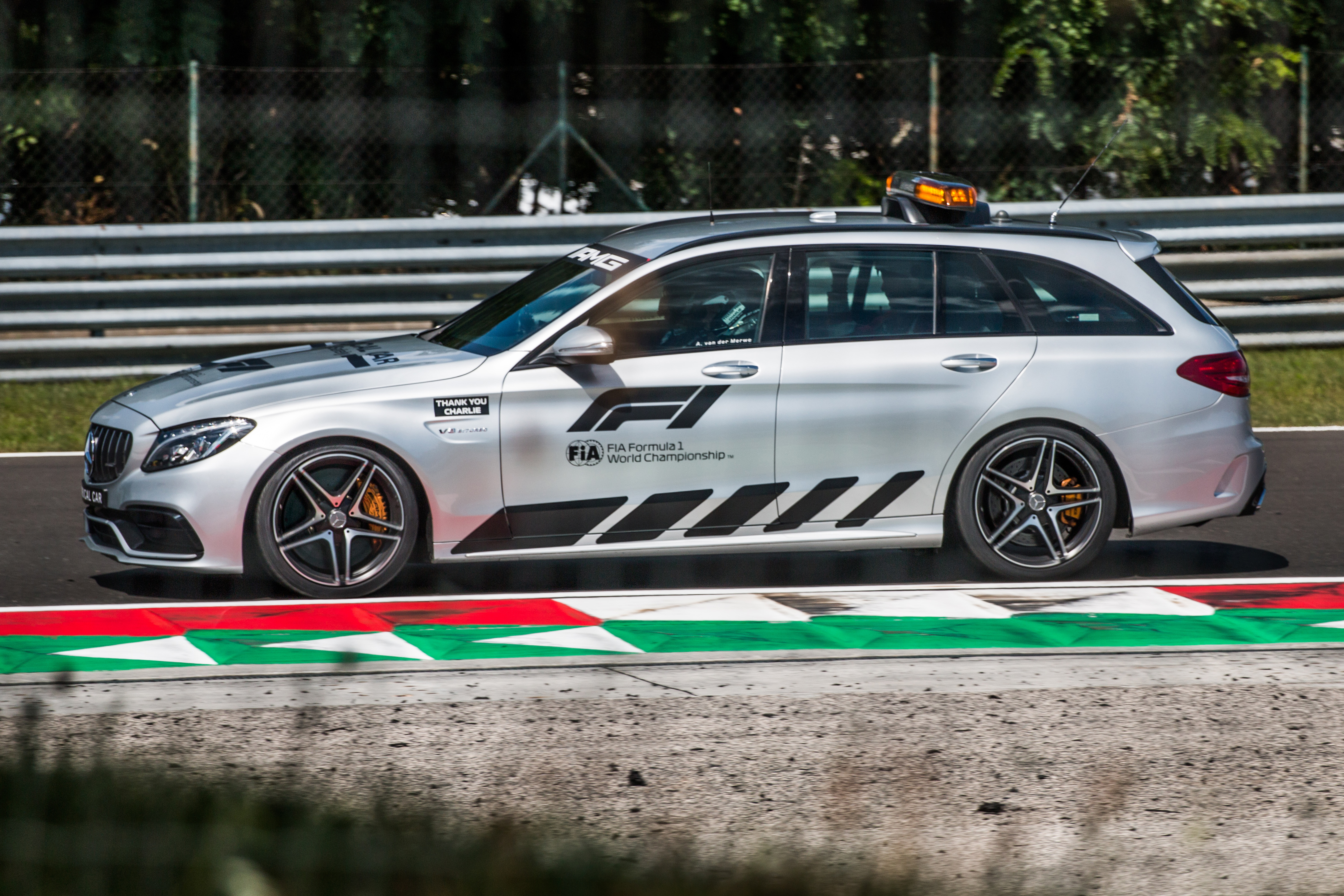
Alan van der Merve im Formula 1 Medical Car Mercedes C63 S T-Modell beim Großen Preis von Ungarn 2019

Alan van der Merwe (* 31. Januar 1980 in Johannesburg) ist ein südafrikanischer Automobilrennfahrer. 

## Karriere
Im Alter von 17 Jahren fand van der Merwe 1997 relativ spät den Einstieg in den Motorsport. Sein Vater nahm ihn damals zum Kartsport mit und begann auch mit dem Sport. Gleichzeitig nahm van der Merwe an der holländischen nationalen ICA-Meisterschaft teil. Im zweiten Jahr seiner Karriere wurde er mit Slikker Racing Dritter der holländischen nationalen ICA. 1999 debütierte van der Merwe im Formelsport und fuhr zunächst in der britischen Formel Ford. Am Ende des Jahres wurde der Südafrikaner von Haywood Racing für die Saison 2000 der britischen Formel Ford verpflichtet. Am Ende der Saison belegte er den elften Gesamtrang. 2001 blieb er in der britischen Formel Ford bei Haywood Racing. Obwohl er kein Rennen gewinnen konnte, belegte er am Saisonende den dritten Gesamtrang.
2002 wechselte van der Merwe in die britische Formel-3-Meisterschaft zu Carlin Motorsport. Mit einem Rennsieg belegte er am Saisonende den achten Platz in der Gesamtwertung. 2003 blieb der Südafrikaner bei Carlin Motorsport und bestritt seine zweite Saison in der britischen Formel-3-Meisterschaft. Mit neun Siegen aus 24 Rennen gewann er schließlich den Meistertitel der Serie vor seinem Teamkollegen Jamie Green und Nelson Piquet junior.
2004 wechselte van der Merwe zu Super Nova Racing in die internationale Formel-3000-Meisterschaft, die ihm Rahmenprogramm der Formel 1 ausgetragen wurde. Er erzielte nur bei zwei Rennen als Achter einen Punkt und wurde nach sieben Rennen durch Can Artam ersetzt. In der Gesamtwertung belegte er den 14. Platz. Zudem machte er 2004 bei Testfahrten für British American Racing seine ersten Erfahrungen in einem Formel-1-Rennwagen.
2005 blieb van der Merwe bei British American Racing und wurde in den Juniorenkader des Teams aufgenommen. Im selben Jahr fuhr er mit einem speziell präparierten Formel-1-Rennwagen von British American Racing auf einem Salzsee in Utah mit durchschnittlich 397,481 km/h die bis dahin schnellste mit einem dem Formel-1-Regelwerk entsprechenden Rennwagen erzielte Geschwindigkeit.
Nachdem er für die Saison 2006 kein Cockpit gefunden hatte, fuhr van der Merwe in der Saison 2006/07 acht Rennen für das südafrikanische A1-Team in der A1GP-Serie. Er konnte dort allerdings keine Meisterschaftspunkte erzielen. 2008 ging van der Merwe bei einem Rennen der Le Mans Series und 2009 bei zwei Rennen in der A1GP-Saison 2008/2009 an den Start.
Von der Saison 2009 bis zur Saison 2021 war van der Merwe als Fahrer des Medical Cars der Formel 1 tätig.

## Statistik

### Karrierestationen
- 1997–1998: Kartsport
- 1999: Britische Formel Ford
- 2000: Britische Formel Ford (Platz 11)
- 2001: Britische Formel Ford (Platz 3)
- 2002: Britische Formel-3-Meisterschaft (Platz 8)
- 2003: Britische Formel-3-Meisterschaft (Meister)
- 2004: Formel 3000 (Platz 14)
- 2005: Formel 1 (Testfahrer)
- 2006: Formel 1 (Testfahrer)
- 2007: A1GP
- 2008: Le Mans Series (Platz 26, LMGT2)
- 2009: A1GP
- seit 2009: Formel 1 (Medical-Car-Fahrer)